# Tropasteron halifax
Tropasteron halifax là một loài nhện trong họ Zodariidae.
Loài này thuộc chi Tropasteron. Tropasteron halifax được B.C.Baehr miêu tả năm 2003.